# Gavandar
Gavandar (persiska: گَواندَر, گُواندَر, Gavāndar, گوندر) är en ort i Iran.   Den ligger i provinsen Golestan, i den norra delen av landet, 500 km nordost om huvudstaden Teheran. Gavandar ligger 277 meter över havet och antalet invånare är 210.
Terrängen runt Gavandar är huvudsakligen kuperad, men den allra närmaste omgivningen är platt. Gavandar ligger nere i en dal som går i öst-västlig riktning.Runt Gavandar är det ganska glesbefolkat, med 27 invånare per kvadratkilometer. Närmaste större samhälle är Marāveh Tappeh, 17,9 km väster om Gavandar. Omgivningarna runt Gavandar är i huvudsak ett öppet busklandskap.